# Zala György (kenus)
Zala György (Budapest, 1969. január 19. –) olimpiai bronzérmes magyar kenus, edző.
A Ferencvárosi TC és a BSE-ESMA sportolójaként is versenyzett. Edzője Solymár László nevelőedzője a 2011-ben elhunyt Takács Attila volt.

## Élete és pályafutása
Hiperaktív gyermekként 1980-ban, mindössze 11 évesen kezdett el sportolni.
Asztmája ellenére igen eredményes sportoló volt. Az 1992. évi nyári olimpiai játékokon bronzérmet szerzett C-1 1000 m-en, ugyanezt 1996-ban is megismételte ugyanebben a versenyszámban. A 2000-es olimpián is versenyzett a C-1 1000 m versenyszámban, azonban nem szerzett pontot.
A kajak-kenu világbajnokságokon is igen eredményes volt, pályafutása alatt két aranyérmet (2001: C-4 200 m; C-4 1000 m), négy ezüstérmet (1989: C-4 500 m; 1990: C-1 1000 m; 1995: C-4 1000 m; 2001: C-2 500 m) és két bronzérmet (1990: C-2 500 m; 1998: C-2 1000 m) szerzett. Az Európa-bajnokságokon egyszer tudott győzni (2000: C-4 1000 m), egyszer pedig ezüstérmes lett (2001: C-4 1000 m).
Pályafutásának befejezése után a magyar férfi vízilabda-válogatott erőnléti edzője lett.
A vízilabda válogatottal folytatott munkája után is erőnléti edzőként dolgozik. Jelenleg a BVSC Zugló Vízilabda csapatát és a Szinkronúszó hölgyeket erősíti.
De folyamatosan jelen van a kajak-kenu az életében, hiszen a Mike Róbert - Vasbányai Henrik (KSI) párost és Vad Ninettát is ő edzi.
Karban tartja még S.Kovács Ádámot (jiu jitsu) és a párbajtőrös Imre Gézát, valamint a Budapesti Evezős Egylet ifjú titánjait.
2014 óta a Magyar Nemzet kiemelt erőnléti edzője.